# Pyrois effusa
Pyrois effusa är en fjärilsart som beskrevs av Jean Baptiste Boisduval 1829. Pyrois effusa ingår i släktet Pyrois och familjen nattflyn. Inga underarter finns listade.